# Samisch
Samisch (Sámegiella) (ook Saami of Sami) is de verzamelnaam voor de talen die door de Samen in het noorden en midden van Noorwegen en Zweden, het noorden van Finland en het noordwesten van Rusland (het schiereiland Kola) worden gesproken.
De benaming Laps wordt door de sprekers zelf als denigrerend opgevat en is vrijwel geheel uit het hedendaagse taalgebruik van Scandinaviërs en uit de vaktaal van taalkundigen verdwenen.
Samisch is een officieel erkende minderheidstaal in Noorwegen (in verschillende gemeenten waaronder Kautokeino, Karasjok, Kåfjord, Nesseby, Sør-Varanger en Tana), in Finland (in Enontekiö, Inari, Sodankylä en Utsjoki) en in Zweden (in verschillende gemeenten: Arvidsjaur, Berg, Härjedalen, Lycksele,  Malå, Sorsele, Storuman, Östersund, Umeå, Arjeplog, Gällivare, Jokkmokk, Krokom, Strömsund, Vilhelmina, Skellefteå , Åre , Vindeln, Dorotea, Örnsköldsvik, Sundsvall, Piteå, Älvdalen en Kiruna). Het Samisch komt er voor bij de openbare omroepen (NRK Sápmi in Noorwegen, SVT Sápmi in Zweden, YLE Sápmi in Finland, alle met journaaluitzendingen 'Ođđasat'), op bewegwijzering, op plaatsnaamborden en in officiële plaatsnamen. Sinds 2021 hebben de landsnamen Noorwegen en Koninkrijk Noorwegen ook een officiële versie in Noord-Samisch, Zuid-Samisch en Lule-Samisch, die sindsdien ook op borden aan de grens wordt vermeld.
Het Samisch behoort tot de Fins-Oegrische talen. Om politiek-culturele redenen wordt het vaak als één taal behandeld, maar taalkundig gezien gaat het om verschillende talen of taalvarianten die niet allemaal onderling verstaanbaar zijn. Er zijn 11 varianten van het Samisch; zes daarvan zijn levende talen met een eigen schrift:
- 1 Zuid-Samisch (ca. 500 sprekers)
- 2 Ume-Samisch (ca. 30 sprekers)
- 3 Pite-Samisch (ca. 25-50 sprekers)
- 4 Lule-Samisch (ca. 1.500 sprekers)
- 5 Noord-Samisch (ca. 15.000 sprekers)
- 6 Skolt-Samisch (ca. 400 sprekers)
- 7 Inari-Samisch (ca. 500 sprekers)
- 8 Kildin-Samisch (ca. 650 sprekers)
- 9 Ter-Samisch (ca. 2 sprekers)

De talen Akkala-Samisch, Kainuu-Samisch en Kemi-Samisch zijn uitgestorven.

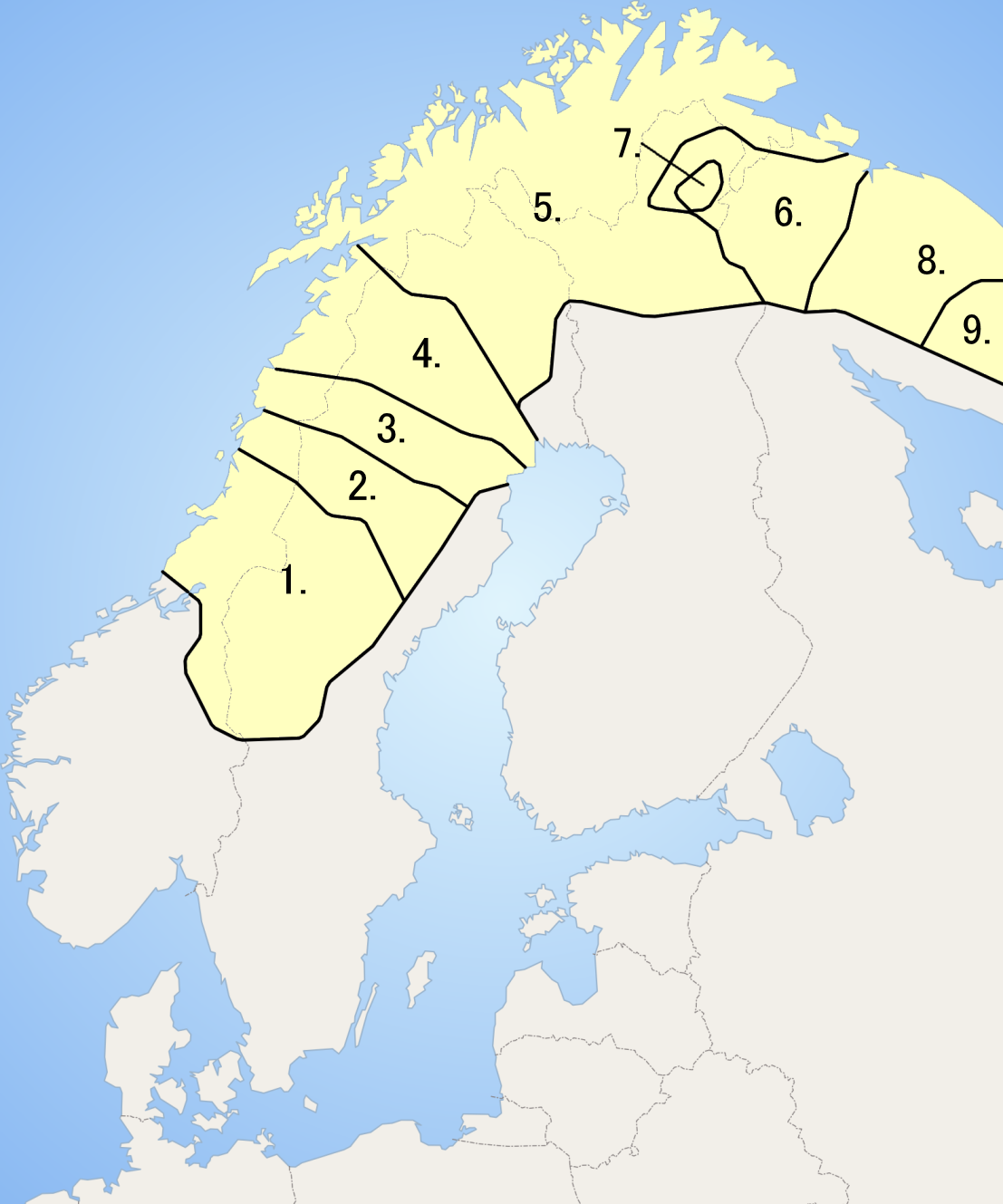
1. Zuid-Samisch. 2. Ume-Samisch. 3. Pite-Samisch. 4. Lule-Samisch. 5. Noord-Samisch. 6. Skolt-Samisch. 7. Inari-Samisch. 8. Kildin-Samisch. 9. Ter-Samisch.

## Schrift
De meeste Samische talen gebruiken het Latijnse alfabet, uitgebreid met extra letters:
| Noord-Samisch:            | Áá Čč Đđ Ŋŋ Šš Ŧŧ Žž                         |
| Inari-Samisch:            | Áá Ââ Ää Čč Đđ Šš Žž                         |
| Skolt-Samisch:            | Áá Ââ Čč Ʒʒ Ǯǯ Đđ Ǧǧ Ǥǥ Ǩǩ Ŋŋ Õõ Šš Žž Åå Ää |
| Lule-Samisch (Zweden):    | Áá Åå Ńń Ää                                  |
| Lule-Samisch (Noorwegen): | Áá Åå Ńń Ææ                                  |
| Zuid-Samisch (Zweden):    | Ää Öö Åå                                     |
| Zuid-Samisch (Noorwegen): | Ææ Øø Åå                                     |

Het Kildin-Samisch gebruikt een uitgebreide versie van het cyrillische alfabet: Аа Ӓӓ Бб Вв Гг Дд Ее Ёё Жж Зз Ии Йй Ӣӣ  Кк Лл Ӆӆ Мм Ӎӎ Нн Ӊӊ Ӈӈ Оо Пп Рр Ҏҏ Сс Тт Уу Фф Хх Цц Чч Шш Щщ Ъъ Ыы Ьь Ҍҍ Ээ Ӭӭ Юю Яя Јј Ѣѣ.

## Afbeeldingen

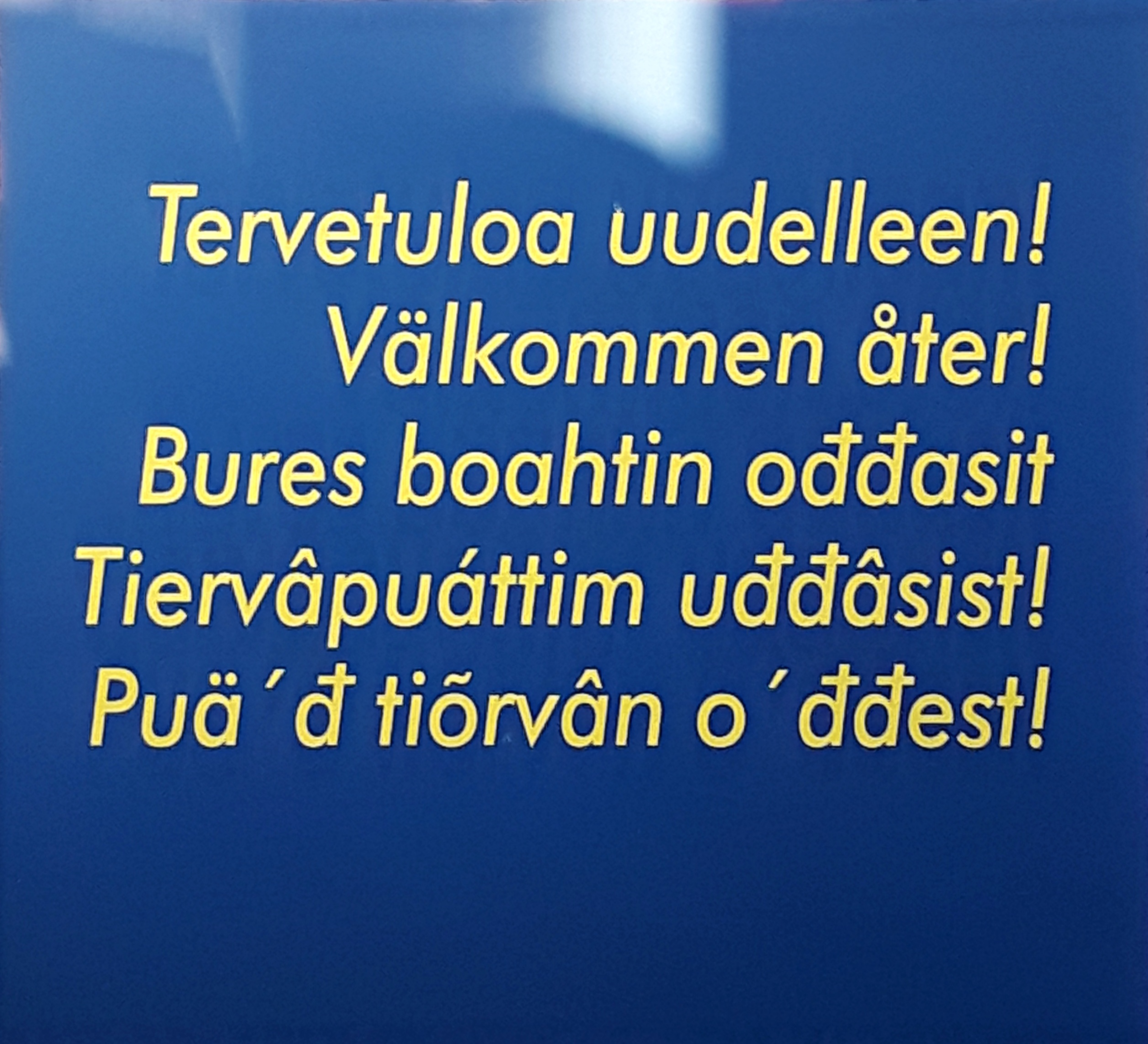
Bord in Fins, Zweeds, Noord-Samisch, Inari-Samisch, Skolt-Samisch in Finland.
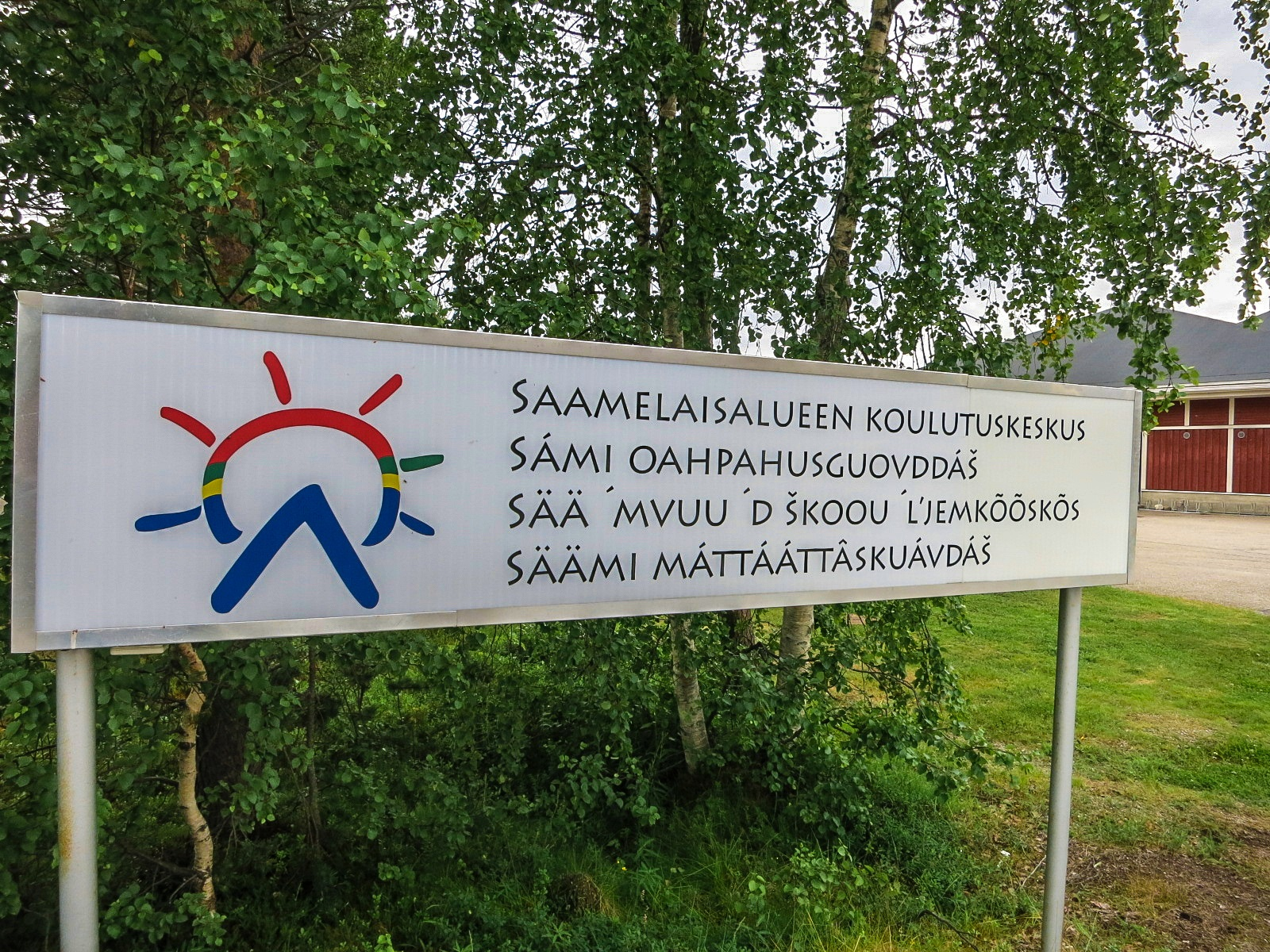
Bord in Fins, Noord-Samisch, Skolt-Samisch en Inari-Samisch in Finland.
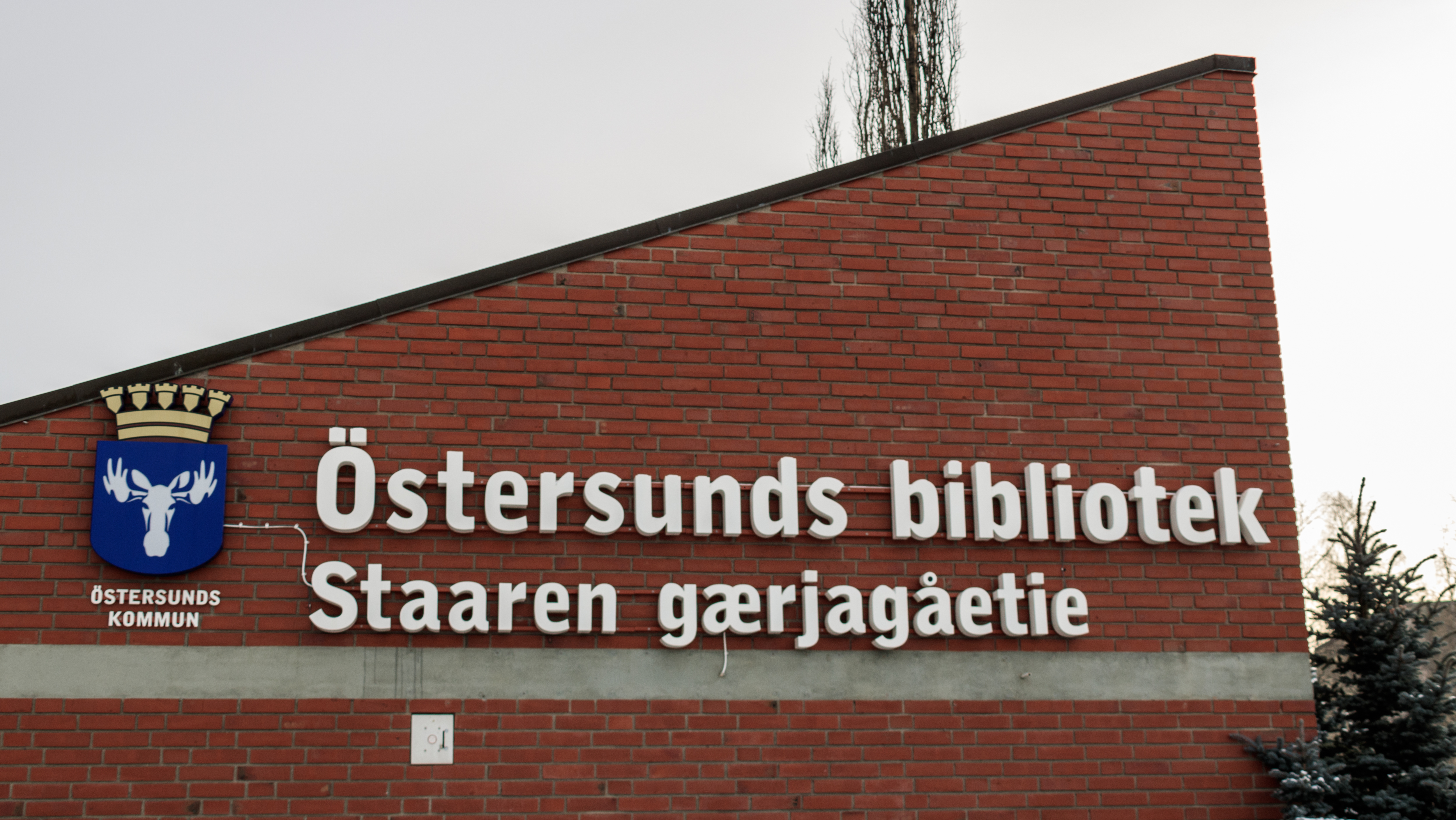
Opschriften in Zuid-Samisch en Zweeds op de bibliotheek van Östersund in Zweden.
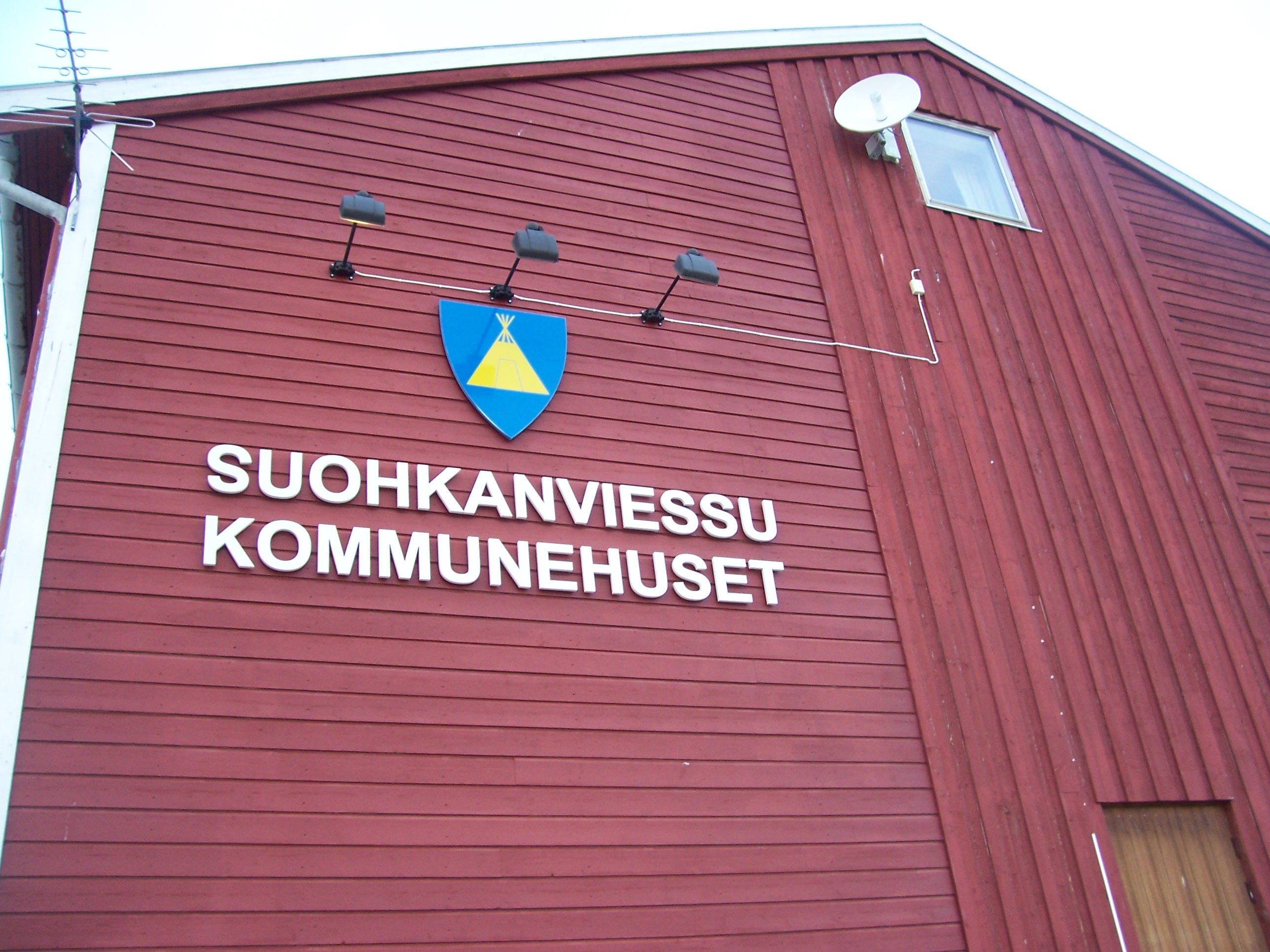
Opschriften in Samisch en Noors op het gemeentehuis van Kautokeino in Noorwegen.
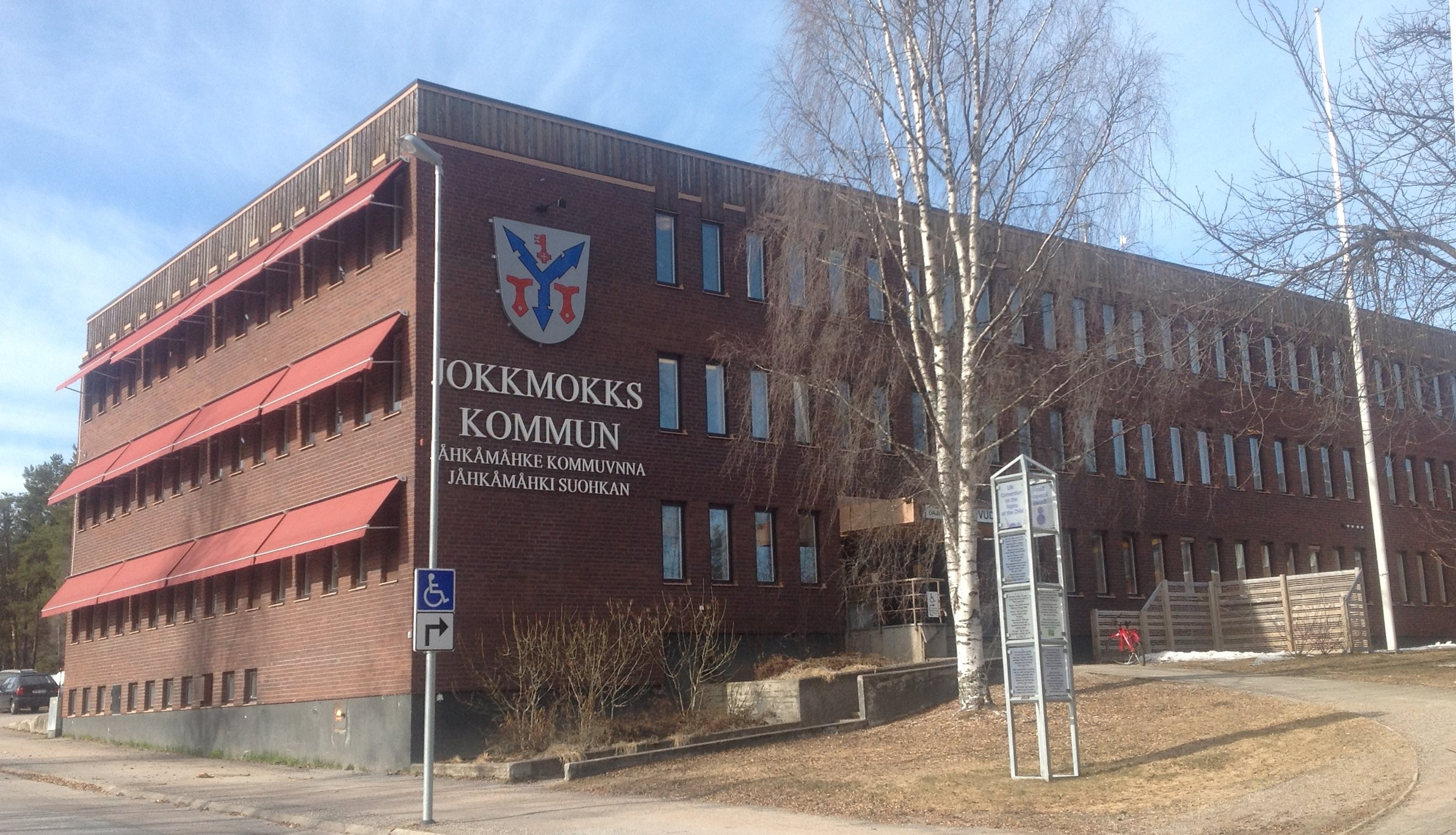
Opschriften in Zweeds, Lule-Samisch en Noord-Samisch op het gemeentehuis van Jokkmokk in Zweden.
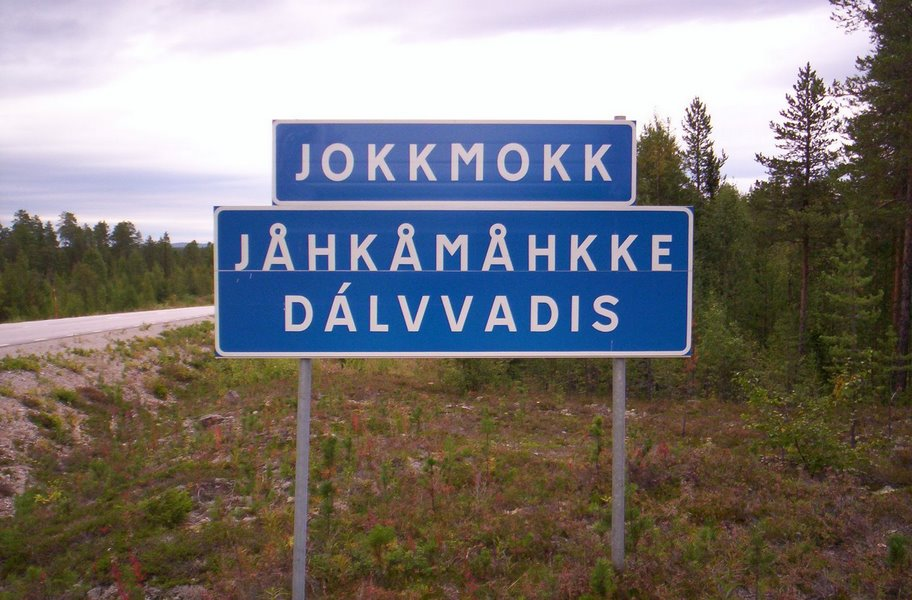
Bord in Zweeds, Lule-Samisch en Noord-Samisch in Zweden.
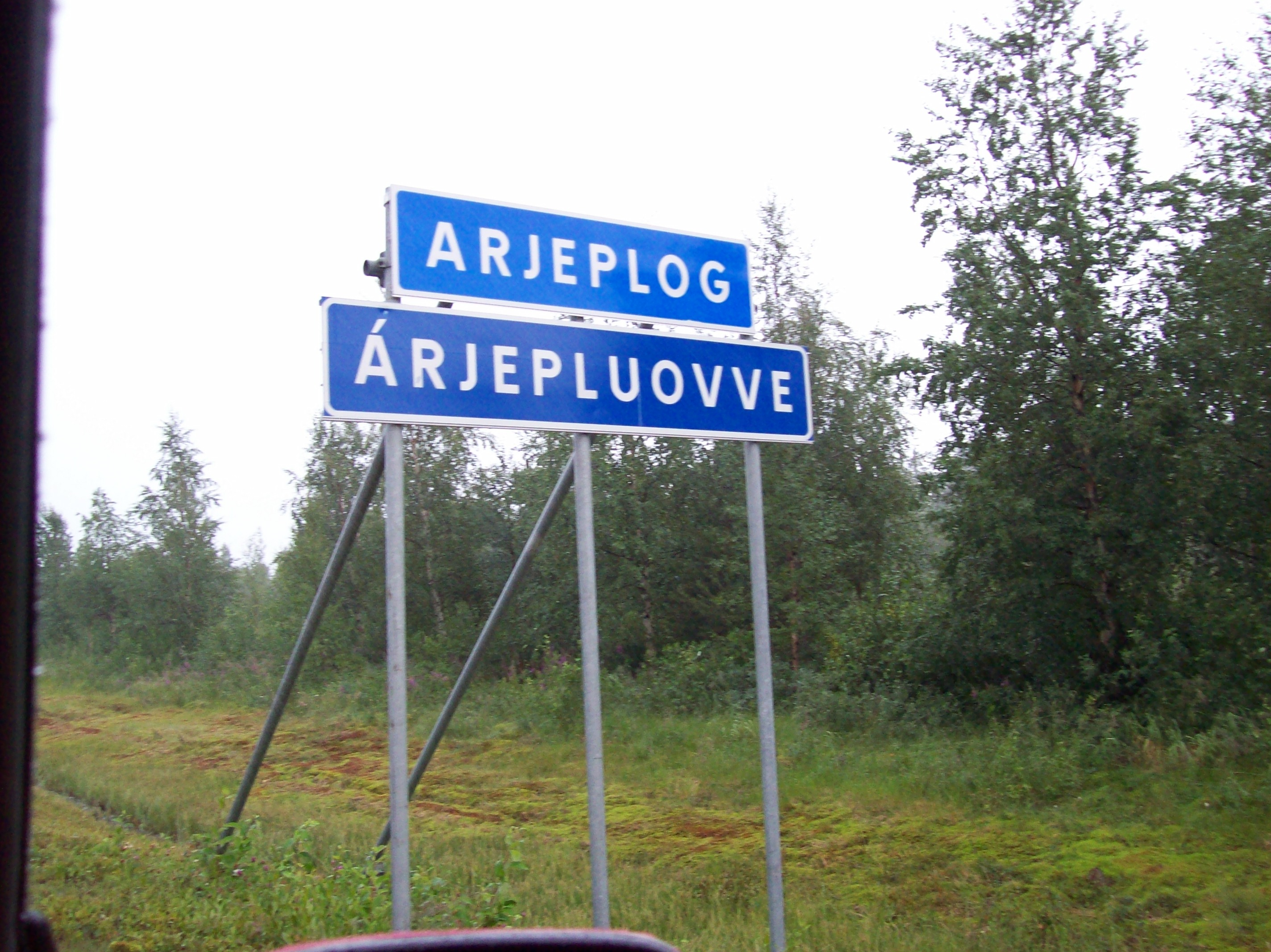
Bord in Zweeds en Pite-Samisch in Zweden.
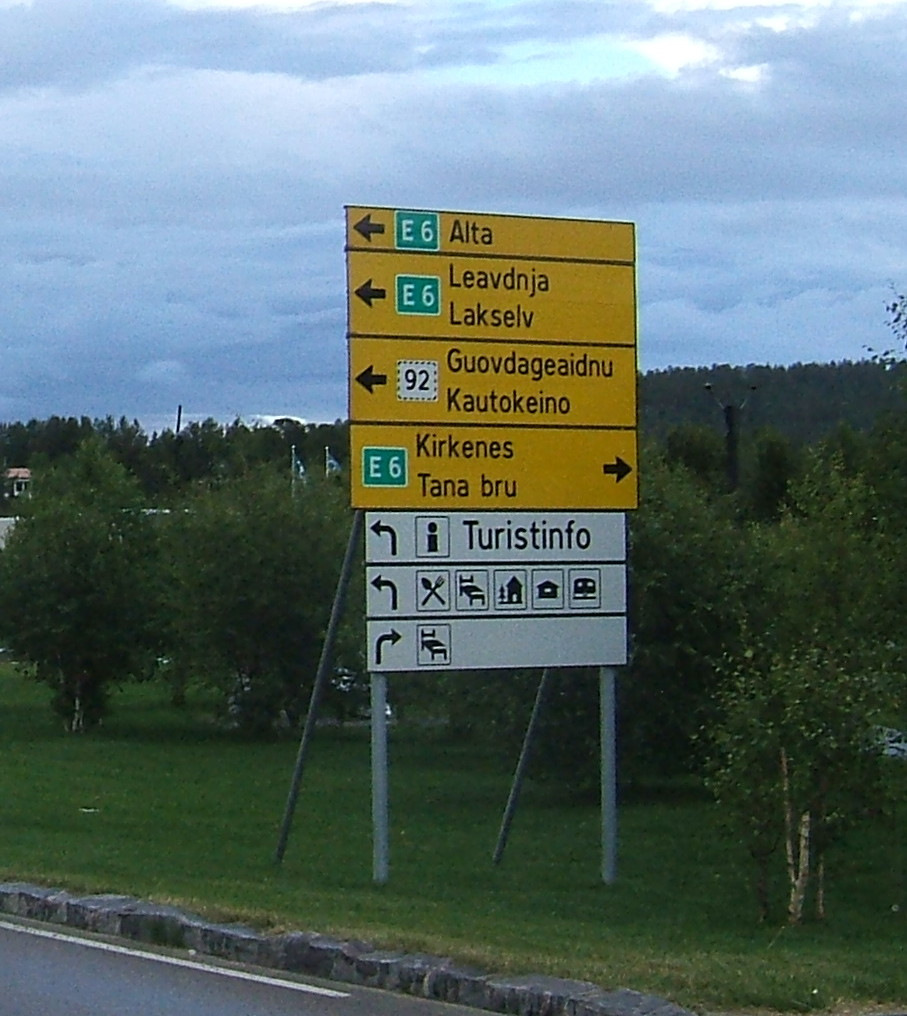
Wegwijzers in Samisch en Noors in Noorwegen.
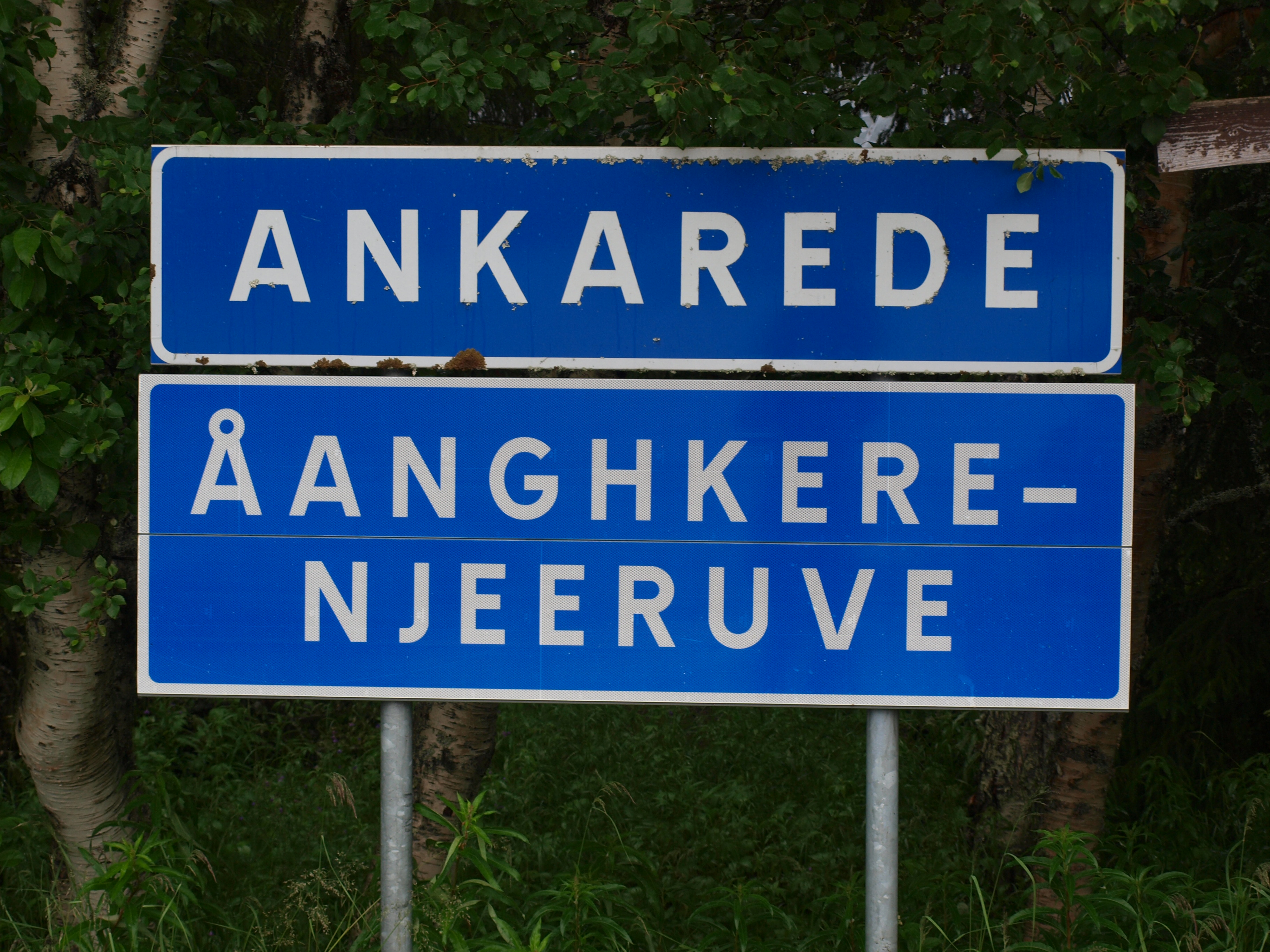
Bord in Zweeds en Zuid-Samisch in Zweden.
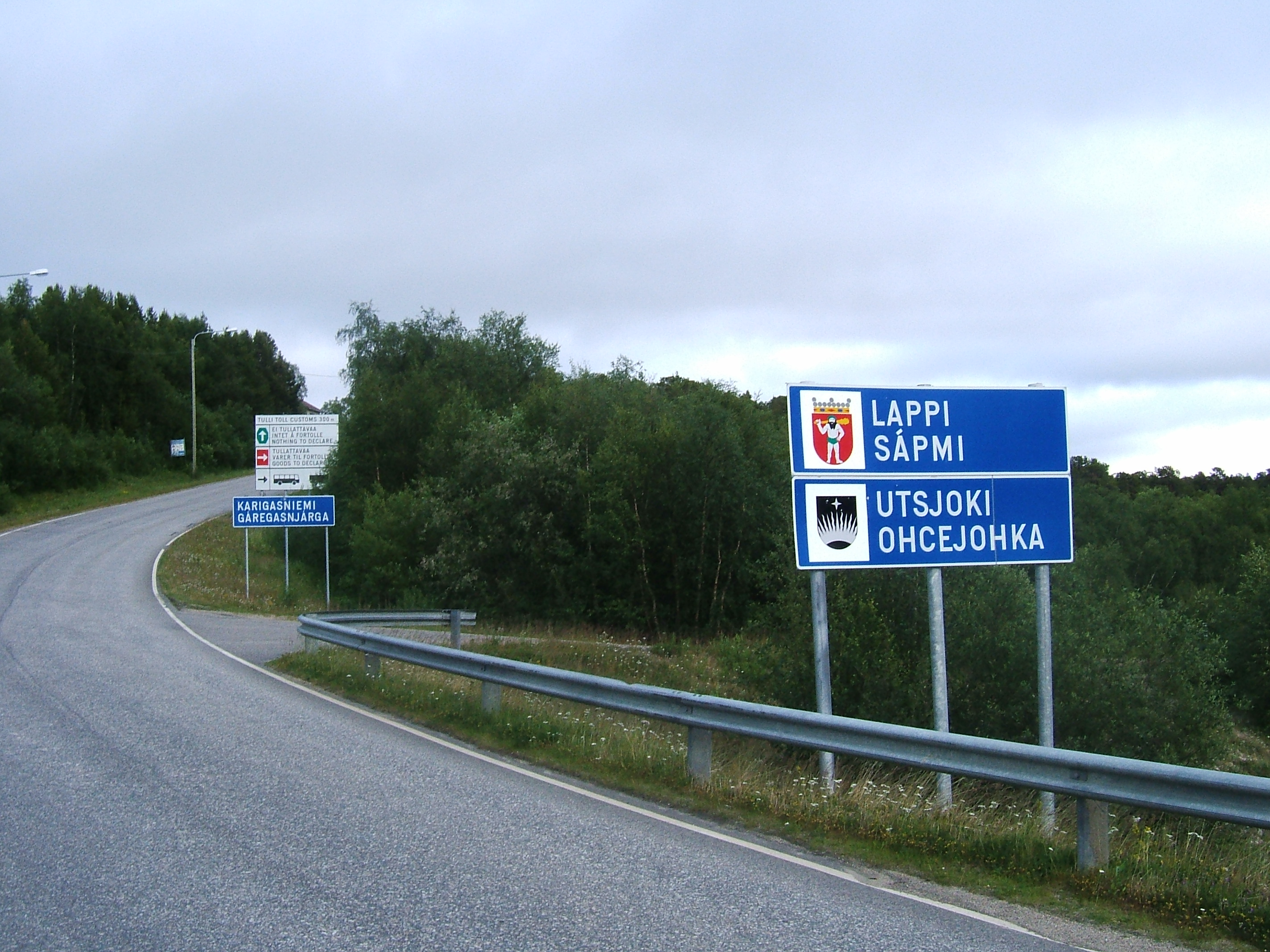
Bord in Fins en Noord-Samisch in Finland.